# Little Misfortune
Little Misfortune (с англ. — «Маленькая Неудача») — приключенческая point-and-click компьютерная игра, впервые вышедшая 18 сентября 2019 года для платформ Windows, Linux и macOS. Релиз для мобильных платформ Android и iOS состоялся 13 февраля 2020 года, а консольные версии для PS4, Xbox One и Nintendo Switch вышли в том же году 29 мая. Игра была разработана и издана независимой шведской студией-разработчиком компьютерных видеоигр Killmonday Games. Сюжет игры развёрнут в той же вселенной, что и у Fran Bow — предыдущей игры этого разработчика, вышедшей в августе 2015 года, и рассказывает историю Неудачи Рамирес Эрнандес (англ. Misfortune Ramirez Hernandez), восьмилетней девочки из неблагополучной семьи, которая, следуя за голосом внутри своей головы, пытается найти для своей матери вечное счастье.

## Геймплей
Игра использует псевдотрёхмерную графику. Игрок может передвигаться только вперёд или назад. На протяжении всего геймплея игрокам нужно принимать решения за Неудачу, выбирая один из двух вариантов возможного ответа или действия. Некоторые выборы игрока могут вызывать проигрывание определённых кат-сцен. В определённых отрезках сюжета игрокам также доступно выполнение внутреигровых заданий и мини-игры, например починка вазы и игра в Whac-A-Mole.
Неудача всегда носит с собой бутылку с блёстками, которые игрок может использовать. С ними также связан расширенный финал игры — обсыпавшим блёстками все требуемые по сюжету предметы, будет показана дополнительная кат-сцена перед закрывающими титрами.

## Сюжет
Место и время происходящего не озвучены напрямую, однако газеты, которые можно найти в игре, датированы 1993 годом, а все надписи, вывески и знаки написаны на шведском языке. Сюжет рассказывает историю Неудачи Рамирес Эрнандес (англ. Misfortune Ramirez Hernandez), восьмилетней девочки, которая живёт вместе со своими родителями на окраине города Опенфилдс. На протяжении всей игры игрокам даётся понять, что Неудача является нежеланным ребёнком в неблагополучной семье: согласно сюжету, её родители поженились и живут вместе только потому, что мать Неудачи случайно забеременела ею и не смогла сделать аборт, т.к это было нелегально.
История начинается с того, что невидимый рассказчик объявляет игроку, что сегодня настал тот день, когда маленькая Неудача умрёт, но очень удивляется, когда та прерывает его, говоря, что тоже может слышать его слова. Рассказчик предлагает Неудаче сыграть в его игру, в которой нет правильных или неправильных выборов, только «последствия». Он говорит, что если Неудача сможет дойти до конца игры, то будет награждена «вечным счастьем». Неудача принимает предложение и голос говорит ей, что её первое задание — покинуть дом. В дальнейшем в игре Неудача исследует разные места в Опенфилдсе многократно встречая антропоморфного лиса, который ей нравится, и которому она дала имя Бенджамин, но которого очень сильно не любит рассказчик. Идя по следам за лисом Неудача в итоге узнаёт, что рассказчик является существом из другого измерения по имени Морго. В то же время лис является «защитником», который защищает детей от Морго, но которому запрещено контактировать с ними напрямую. Пытаясь спастись от Морго, Неудача обнаруживает своё тело во дворе дома родителей, понимая, что её сбила машина ещё в самом начале «игры» с Морго. Лис ведёт девочку сквозь портал в другой мир, где «смерть» объявляет, что они ждали её.

## Разработка
К концу 2015 года Killmonday завершили свою первую игру, Fran Bow. Она получила одобрение на выход в Steam, однако на это ушло значительно больше времени, чем изначально предполагалось, и, к моменту выхода игры, у студии закончились деньги. Однако продажи Fran Bow оказались успешными, что было критически важно для возможности продолжения работы студии и создания их новой «секретной игры», которая позже и стала известна как Little Misfortune.
Название игры было впервые публично озвучено 13 июля 2018 года. В последующие месяцы студия публиковала ролики-обновления с информацией о предстоящем выпуске на своём YouTube-канале. К моменту релиза игры было опубликовано 26 таких еженедельных обновлений. 2 сентября 2018 Killmonday объявили, что игра будет выпущена чуть менее, чем через три недели — 18 сентября.

## Критика
| Сводный рейтинг       | Сводный рейтинг |
| Агрегатор             | Оценка          |
| --------------------- | --------------- |
| Metacritic            | PC: 57/100      |
| OpenCritic            | 78/100          |
| Иноязычные издания    |                 |
| Издание               | Оценка          |
| TouchArcade           | [ 7 ]           |
| Русскоязычные издания |                 |
| Издание               | Оценка          |
| Riot Pixels           | 37/100          |

Little Misfortune получила смешанные отзывы от критиков, которые в большинстве высоко оценили визуальный стиль игры и её некоторые тематические аспекты, но раскритиковали за ограниченный геймплей, неправильное обращение с определёнными темами, например такими, как наивность детей, а также за относительно короткую длину игры. На Metacritic игра имеет оценку 57 из 100, что указывает на «смешанные или средние отзывы».
Rock, Paper, Shotgun дали игре смешанный отзыв, отметив, что такие темы как, например, абьюзивные отношения лежат в основе повествования, давая фундамент всей неприятности сюжета игры. Однако другие темы, такие как, например, самоубийство, были одноразово вброшены в сюжет ради шока, и больше никогда не поднимались. Kotaku, в свою очередь, дали игре более положительную оценку, отметив, что хоть геймплей и достаточно непродолжителен, но Неудача была «пучком чистой радости» и с ней было приятно провести время. Adventure Gamers дали игре оценку 3,5 из 5 похвалив актёров озвучки и сюжет игры, но раскритиковав недостаток интерактивности, а также отсутствие умеренности в шоковых аспектах сюжета. На 3,5 из 5 игру также оценили и TouchArcade в своём обзоре.
Обозреватель GamersPack дал игре положительную оценку, заметив, что она хоть и несколько «легка» на традиционный геймплей, но зато полна чёрного юмора и души. Также было отмечено, что Killmonday Games этой игрой продолжает свой цикл мрачных историй, начавшийся с Fran Bow, и что эта игра понравится тем, кто любит истории со смесью милого и мрачного.